# Epistrophe ochrostoma
Epistrophe ochrostoma es una especie de sírfido. Se distribuyen por Europa.